# Reisachmühle (Kempten)
Die Reisachmühle ist eine Einöde sowie Ortsteil der kreisfreien Stadt Kempten (Allgäu). Erwähnt wird sie erstmals 1394. 1527 wird ein Gut mit Mühle im Rysach genannt. In der Zeit von 1593 bis 1818 wird sie nur Mühle genannt. 1653 wird sie als im Reisach ufm Kollerspach lokalisiert, gemeint ist hier der Kollerbach.
Der Ort wurde 1818 der Ruralgemeinde Sankt Lorenz angeschlossen und unterlag der Pfarrei Heiligkreuz. Gemahlen wurde in der Mühle bis 1923. Zum 1. Juli 1972 wurde Sankt Lorenz in die Stadt Kempten eingemeindet.